# 江戸落語

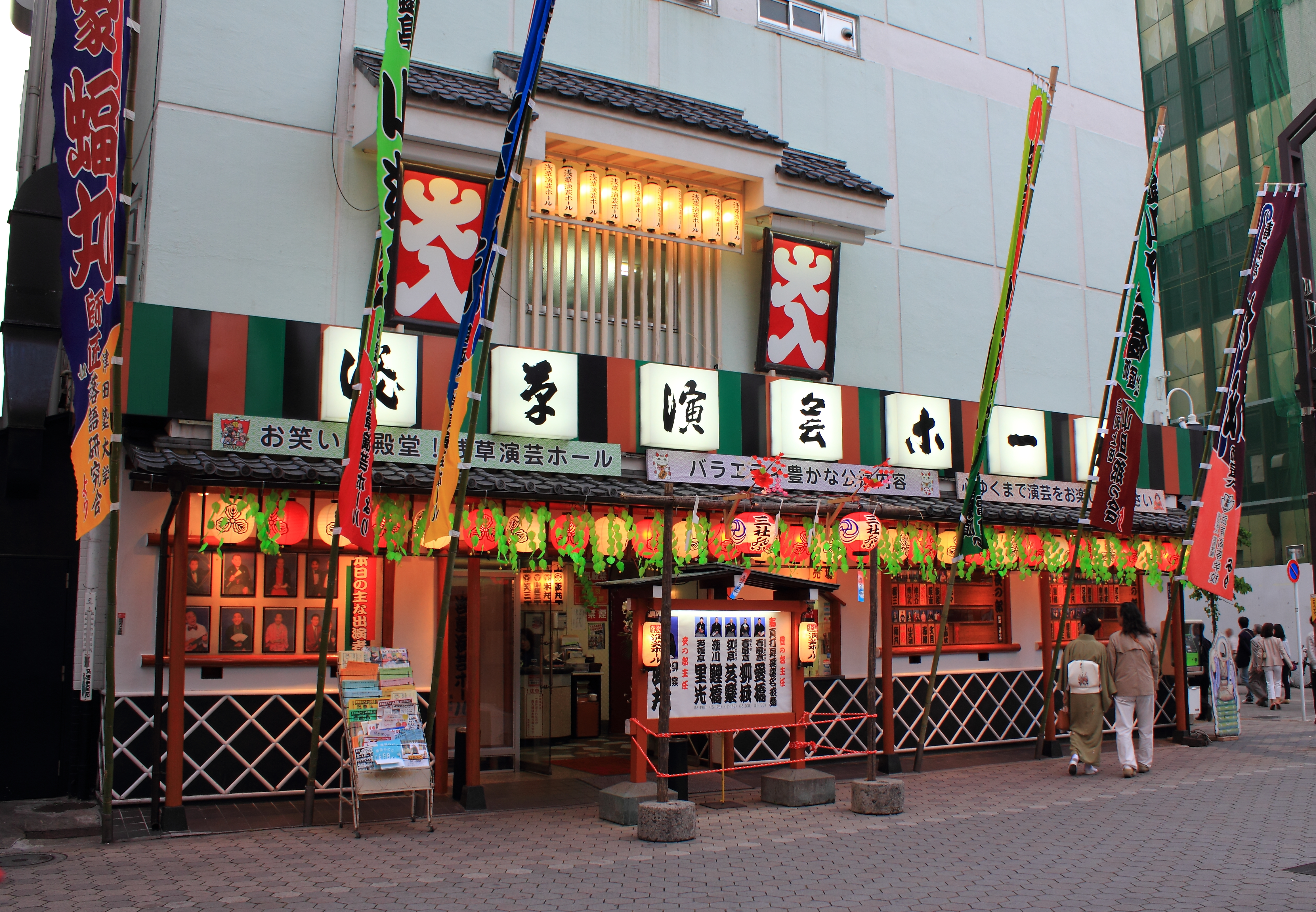
寄席「浅草演芸ホール」（2012年撮影）

江戸落語（えどらくご）は、江戸時代にはじまる古典落語のうち、江戸（いまの東京）を中心に演じられる落語、およびその演目。東京落語。

## 概要
17世紀後半（貞享・元禄年間）の鹿野武左衛門に始まる江戸の落語は、18世紀後半の烏亭焉馬の会咄を経て、三笑亭可楽（初代）によって寄席芸能として確立されたといわれる。その後、水野忠邦の天保の改革にともなう綱紀粛正策によって大打撃を受けたが、幕末には再び復興し、明治時代にあらわれた三遊亭圓朝（初代）と3代目柳家小さんらによって大成された。江戸落語は、いわゆる「江戸っ子」の気風を反映して、派手な演出を極力排し、手拭いと扇子のみで多種多様な表現を行う「素噺」のあっさりとした味わいを、その大きな特徴としている。なお、いわゆる「人情噺」は江戸落語特有の演目ジャンルである。

## 江戸落語の歴史

### 鹿野武左衛門
落語は当初「落とし噺」といって落ちのある滑稽なものを指し、江戸時代前期に辻や寺社の一画（上方）、座敷等（江戸）で人びとを集めて噺を聞かせたのが落語家（噺家）の始まりとされている。
京都では露の五郎兵衛が、大坂で米沢彦八が現れて大道で人気を博したころ、江戸では大坂出身で塗師職人だった鹿野武左衛門が芝居小屋や風呂屋、あるいは酒宴など様々な屋敷に招かれて演じる「座敷噺」（「座敷仕方咄」）を始めて評判となった。

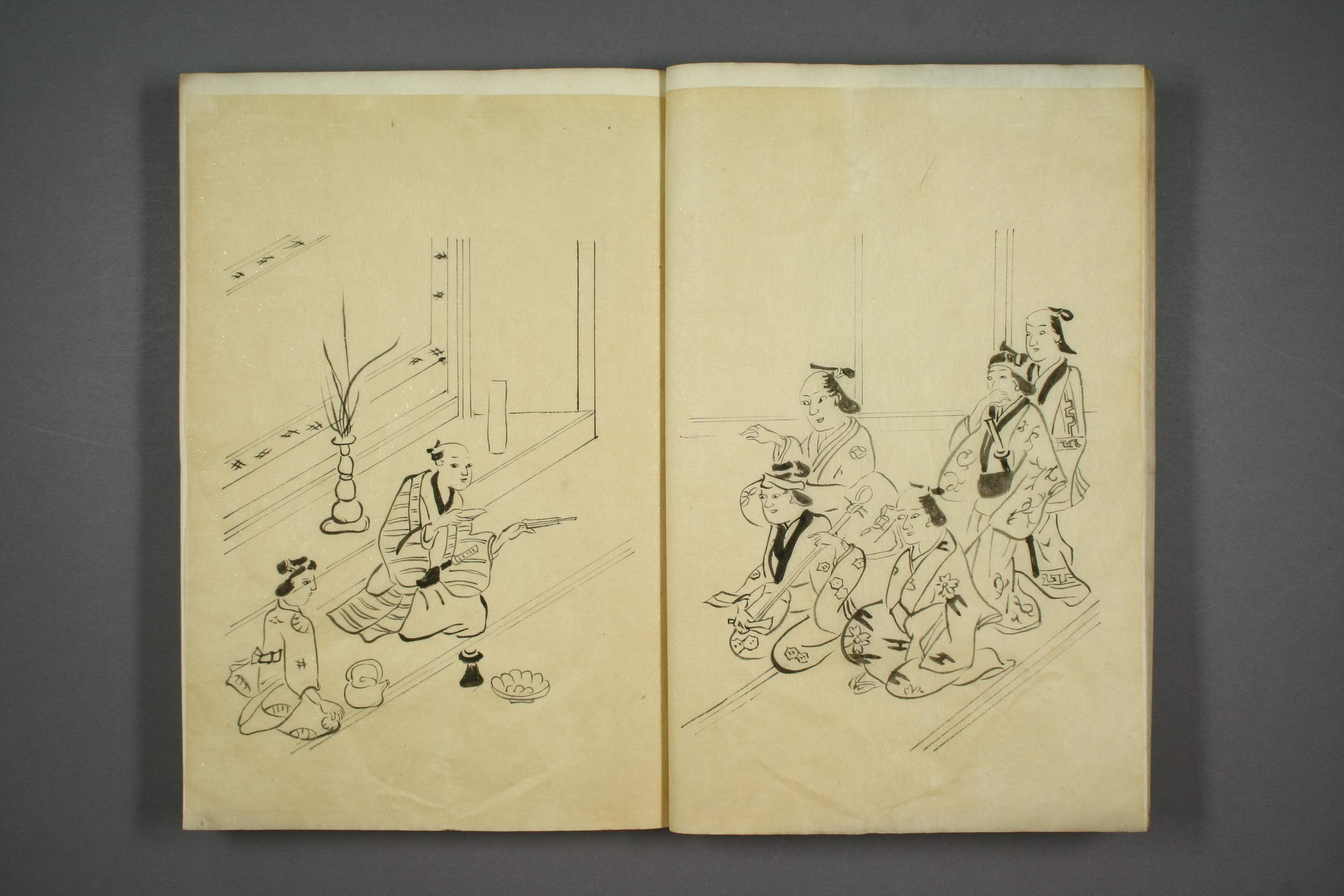
『鹿の巻筆』より。酒宴で落とし噺を演じる鹿野武左衛門

貞享3年（1686年）、武左衛門の著した咄本『鹿の巻筆』が刊行された。五郎兵衛や彦八の咄本にくらべ一話一話が長く、内容も込み入ったものとなっており、これが江戸落語の基礎となったといわれている。また、時期をほぼ同じくして三都で活躍したこの3名は、いずれも不特定多数の観客から収入を得ていることから噺家の祖とされており、江戸時代における第1次落語ブームの火付け役となった。
ところが、武左衛門が些細なことから連座して元禄年間に伊豆大島に流罪に処せられたことから、江戸の「座敷噺」人気はいったん下火となってしまった。
ただ、宝暦（1751年 - 1763年）から明和（1764年 - 1771年）にかけては町人層における学習熱の高まりから中国起源の笑話の訓読ブームが起こり、明和から安永（1772年 - 1780年）にかけては『鹿の子餅』『聞上手』といった、前代よりも洗練の度を増した咄本が刊行されて、庶民の娯楽としての落語の成立に大きな影響をあたえた。

### 寄席の登場
天明（1781年 - 1789年）から寛政年間（1789年 - 1801年）にかけて、江戸では再び落語の流行がみられた（第2次落語ブーム）。大工職人を本業としながらも、「鑿釿言墨金（のみちょうなごんすみかね）」の狂名をもつ狂歌師でもあり、また戯作者としても活躍した烏亭焉馬（初代）は天明6年（1786年）4月12日、江戸向島の料亭・武蔵屋で新作落とし噺の会を主催して好評を博した。これは、焉馬らが狂歌の会の合間、気分転換のため互いに咄を披露しあっていたものを発展させたものであり、大田南畝や朱楽菅江も参加した。
その後、焉馬の噺の会は料理屋の2階などを会場として定期的に開かれるようになり、戯作者山東京伝や式亭三馬、浮世絵師の歌川豊国、歌舞伎役者の5代目市川團十郎といった錚々たる面々、また可楽、圓生、夢羅久、談笑など後に職業落語家となる人々も参加した。寛政4年（1792年）以降は「咄初め」と称して正月21日を定例開催日とし、会は年中行事の一部となった。また、焉馬宅で月例会も開かれるようになり、いっそう活況を呈した。焉馬の会は30年以上つづき、烏亭焉馬はこれにより江戸落語中興の祖と称される。
寛政に入ると、すでに大都市となった江戸では浄瑠璃や小唄・軍書読み（現在の講談）・説教などが流行し、聴衆を集めて席料をとるようになった。これは「寄せ場」「寄せ」と称され、現在の寄席の原型となった。寛政3年（1791年）に大坂出身の岡本万作が江戸神田に「寄席」の看板をかかげて江戸で初めてとなる寄席興行をおこない、寄席色物の嚆矢となった。万作はまた寛政10年（1798年）に神田豊島町（現在の千代田区東神田）の藁店（わらだな）という店で「頓作かる口はなし」を演じたといわれている。
落とし噺の分野では、寛政10年6月、江戸馬喰町の櫛職人だった山生亭花楽が下谷（現台東区）の下谷稲荷神社で寄席をひらいた。このときの興行は演目がすぐに尽きてしまい、わずか5日間で看板をおろしてしまったが、各地を巡業して修行を重ね、2年後「三笑亭可楽」に名を改め、再び寄席で落とし噺を披露した。花楽改め可楽は、話芸を本職とする江戸における噺家の第一号であった。従来の落とし噺の会は、素人衆が当日限りで料理屋や貸席を借りて催すものだったのが、一定の期間、特定の場所で代金を徴収して興行をおこなう落語寄席に進化していったのである。可楽の寄席興行では、「謎解き」（謎かけ）や、客が出した3つの言葉を噺の中にすべて登場させて一席にまとめる「三題噺」、さらに線香が1分（約3ミリメートル）燃え尽きるあいだに即興で短い落とし噺を演じる「一分線香即席噺」など趣向を凝らした名人芸で人気を得た。また、多数の優秀な門人を育成し、その一部は「可楽十哲」と称された。
寛政末年を境として、文人趣味の現れ、ないし限られた上流の人々を対象とする座敷咄の性格の濃かった江戸落語が庶民と直結した職業的な寄席咄に成長し、可楽は名実ともに江戸落語界の第一人者となった。

### 江戸落語の隆盛
19世紀前葉の文化・文政年間（1804年 - 1830年）には娯楽としての江戸落語が隆盛を極めた。『嬉遊笑覧』によれば、文化12年（1815年）の頃、江戸の寄席は75軒であったが、その10年後の文政末期には江戸に125軒もの寄席があったといわれる。庶民の娯楽生活のなかで寄席の占める割合は確実に高まってきたことがうかがわれる。
そうしたなか、花形落語家として後世に名をのこす名人が何人かあらわれた。役者の身振りをまねるのが得意だった初代三遊亭圓生は、鳴り物を入れて、芝居がかりとなる芝居噺を始めた。また、武士出身で浄瑠璃音楽のひとつ「常磐津」の太夫となった初代船遊亭扇橋は、落語に転身したのちも浄瑠璃のいろいろな節調を語り分けるのが巧みなところから、音曲噺を始めた。さらに、初代林屋正蔵は、仕掛けや人形を用いる怪談噺を始め、「怪談の正蔵」と称されて人気を博した。
圓生・扇橋・正蔵はいずれも上述の初代可楽の弟子であった経歴を有しており、かれら自身もまた多数の門人を育てた。同じ可楽門下で「可楽十哲」のひとりといわれる初代朝寝房夢羅久は、頓才よりも人情の表現にすぐれ、人情噺を初めて演じ、「人情続き噺の祖」といわれた。
この時期にはまた、現代では「色もの」といわれる各種の演芸もさかんになった。音曲を得意とした初代扇橋の弟子であった都々一坊扇歌（初代）は、三味線を弾きながら都々逸を歌い、人気を博した。また、可楽門下の三笑亭可上は、さまざまな表情を描いた目の部分だけの仮面をかけて人物を描き分ける「百眼（ひゃくまなこ）」という芸を披露した。
可楽門下の人々の亭号には、名跡が絶えてしまったものもあるが、曲折を経ながらも今日まで系統の守られているものも少なくなく、また、三遊亭圓生の三遊派からは金原亭、司馬、三升亭（のち三升家）、船遊亭扇橋（扇派）からは麗々亭、春風亭、柳亭、柳家などが分かれた。これは、明治時代の柳・三遊の二派体制へとつながっている。

### 天保の改革と江戸落語
寛政から文政にわたって長らく隆盛をほこった江戸落語であったが、水野忠邦による天保の改革の一環として風俗取締令が発せられたことによって大打撃を受けた。幕府は寄席で女浄瑠璃（のちの娘義太夫）がおこなわれていることなどを問題視し、天保13年（1842年）2月、由緒ある15軒以外の寄席を禁止し、寄席で興行してよいのは神道講釈・心学・軍書講釈・「昔咄」（いまの落語）だけとした。これにより、200軒以上に増加していた江戸の寄席は一挙に15軒に激減した。
しかし、水野失脚後は禁令がゆるみ、開国期にあたる安政年間（1854年 - 1860年）には江戸市中の寄席は170軒におよんでいる。寄席興行が許されたのは依然として上記の4種類のみであったが、実際のところ、明治期に実業家として活躍した鹿島萬兵衛の回想によれば、幕末の寄席は江戸の各所にあって、「講釈の定席あり、落語及び色物と称へ、音曲、八人芸、足芸、手品、写絵、男および女義太夫、新内節、手踊、芝居話」など多様な芸能がおこなわれていたと証言されており、禁令は必ずしも厳守されていなかったことを物語っている。
一方、寄席が専業化して常時興行がなされるようになると、そこでは様々な慣習が生まれていった。天保から嘉永（1848年 - 1854年）にかけて、15日興行や前座・真打の身分制が定着し、続きもの人情噺のトリがとれなければ真打に昇進できないという不文律も生じている。

### 文明開化と江戸落語
1868年の明治維新によって寄席の世界にも近代化の波が押し寄せることとなった。

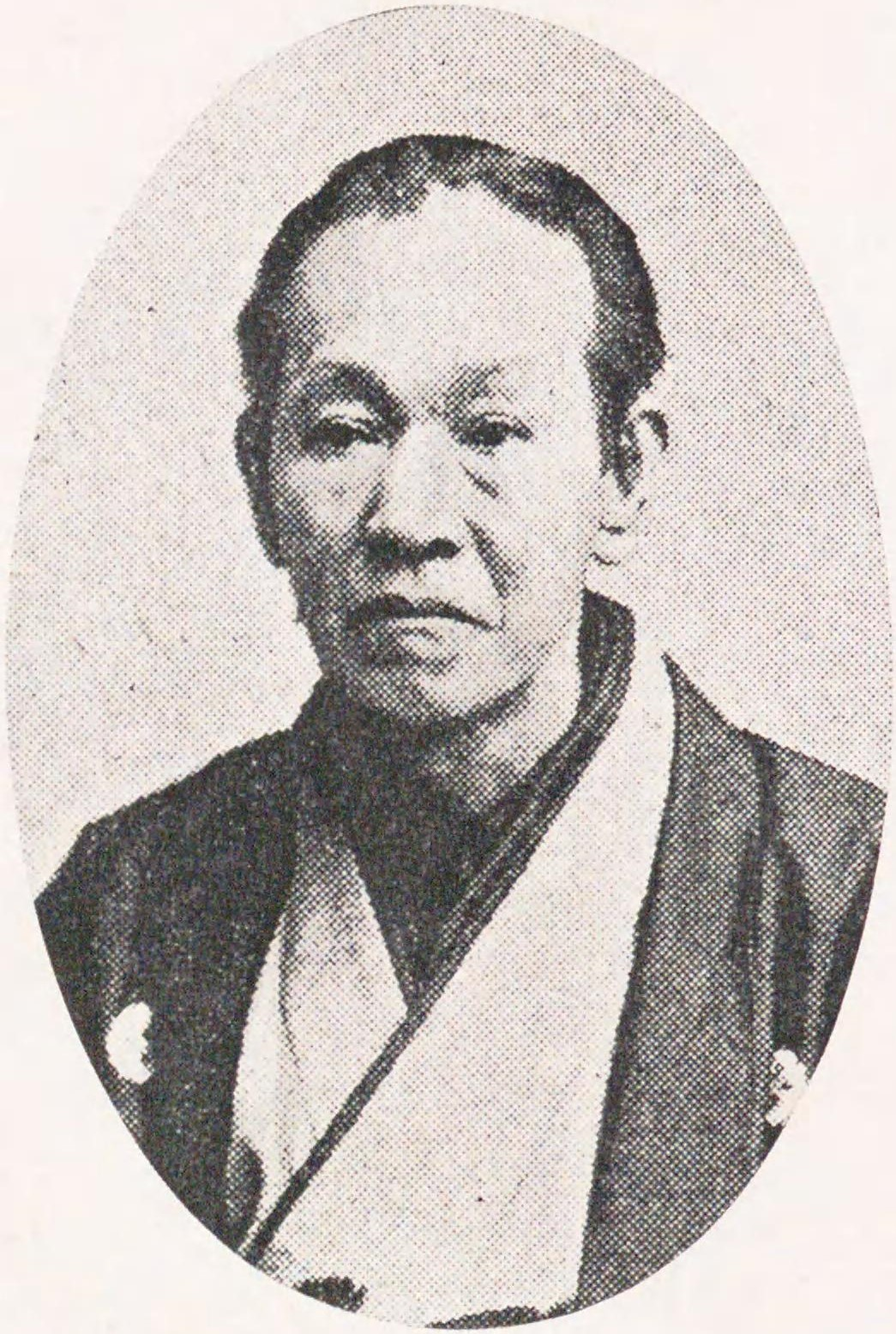
初代三遊亭圓朝

天保以降、寄席芸能は上述の「四業」に制限されたが、明治新政府も当初その方針を踏襲し、明治2年（1869年）10月、東京府によって物まねや音曲、歌舞伎の所作のまねなどをしないよう布告されている。明治5年（1872年）10月には、寄席の新規免許には2円（翌年から年1円）、また寄席1軒につき毎月50銭ずつ納めることを義務づけた。1876年（明治9年）4月、東京府権知事楠本正隆の名で、諸芸人に対し鑑札を発行し、賦金（営業税）を課すことが当局より布告された。これにより芸界の統一も不可欠となり、芸人仲間のうちで人望と実力のある三遊亭圓朝、3代目麗々亭柳橋、6代目桂文治の3人が頭取として選ばれ、かれらが交代で月番で責任を負うシステムが作られた。記録によれば、賦金は上等の落語家は月50銭、下等の落語家は月25銭であったという。ちなみに、1877年（明治10年）ころの寄席の木戸銭は通常では2銭5厘、圓朝が出演する場合は5銭であった。くじ売りの禁止や卑猥な演目の制限、深夜営業の禁止など警察による寄席の取締も徐々に厳しくなり、高座は健全化されていった。
幕末から明治にかけて、落語界では不世出の名人として称えられる三遊亭圓朝が活躍し、「真景累ヶ淵」「塩原多助一代記」などの創作咄やヨーロッパの説話に題材を得た「死神」など、多くの咄を世にあらわした。同時期に日本語での速記法が実用化され、これを活かして圓朝の高座を書き記した速記本は当時の文学、特に言文一致の文章の成立に大きな影響を与えている。圓朝はまた弟子の教育にも力をいれ「圓朝四天王」（初代圓馬・3代目圓生・4代目圓生・2代目圓橘）をはじめ多くの優れた落語家を輩出した。江戸落語はこうして明治になって一応の完成をみた。なお、1881年（明治14年）段階で東京市には149軒の寄席があり、落語家は362人いたという記録がある。

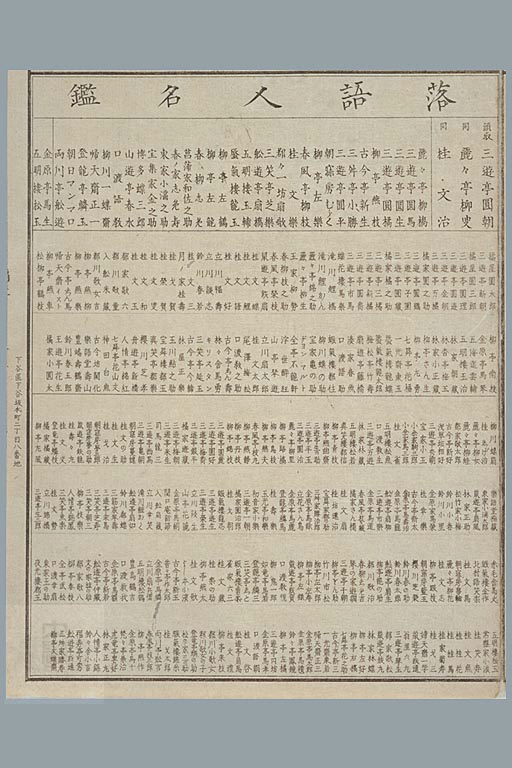
「落語人名鑑」（1880年代-1890年代）

西南戦争後、薩長藩閥政府が政権の地歩をかためて地方人士がこぞって東京をめざすようになると、寄席演芸も変容し、江戸以来のしっとりとした人情噺よりもむしろ手っ取り早く笑いをとる芸がもてはやされるようになり、明治10年代の中ごろには「ステテコの圓遊」（初代三遊亭圓遊）・「ラッパの圓太郎」（4代目橘家圓太郎）・「へらへらの萬橘」（初代三遊亭萬橘）・「釜掘りの談志」（4代目立川談志）の、俗に「珍芸四天王」と称される芸人が人気を博した。なかでも圓遊は、珍芸のみならず従来の噺を当世風に改作する巧妙さでも知られ、絶大な人気を獲得した。圓遊の改作として知られるのが「野ざらし」「船徳」「ほまれの幇間」であり、それぞれいずれも本来の作品をより陽気な滑稽噺に仕上げた。
明治10年代の終わりごろから、東京の落語界は柳派と三遊派に分かれ、互いに競い合う体制となった。柳派は初代柳亭燕枝（初代談洲楼燕枝）、三遊派は三遊亭圓朝によって立て直され、芸風、贔屓衆等ことごとに対抗した。それぞれの芸風は「柳隠居に三遊若旦那」と形容され、柳派は洒脱で洗練された芸を身上とするのに対し、三遊派が派手で明るい芸風を持ち味とした。
なお、上述の圓遊とほぼ同時期に活躍したのが柳派から現れた2代目柳家小さん（柳家禽語楼）であり、やはり滑稽噺を得意とした。しばしば「圓遊・小さん」と並び称され、明治20年代から30年代にかけて一世を風靡し、このふたりが従来の連続の人情噺ではなく一席物の落とし噺（滑稽噺）で寄席のトリをとる先がけとなったといわれている。

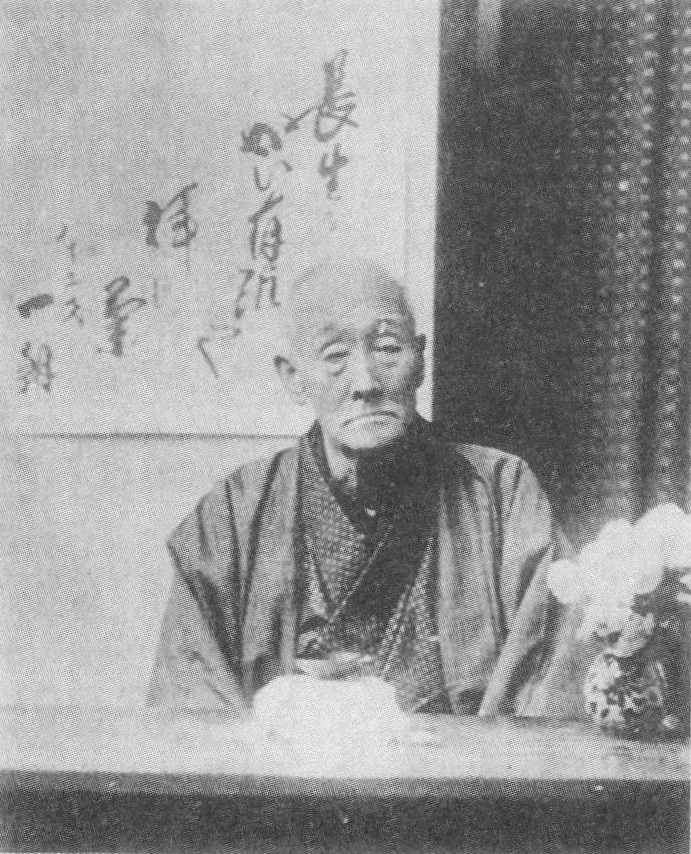
三遊亭圓朝門下の最晩年の三遊亭一朝

### 現代

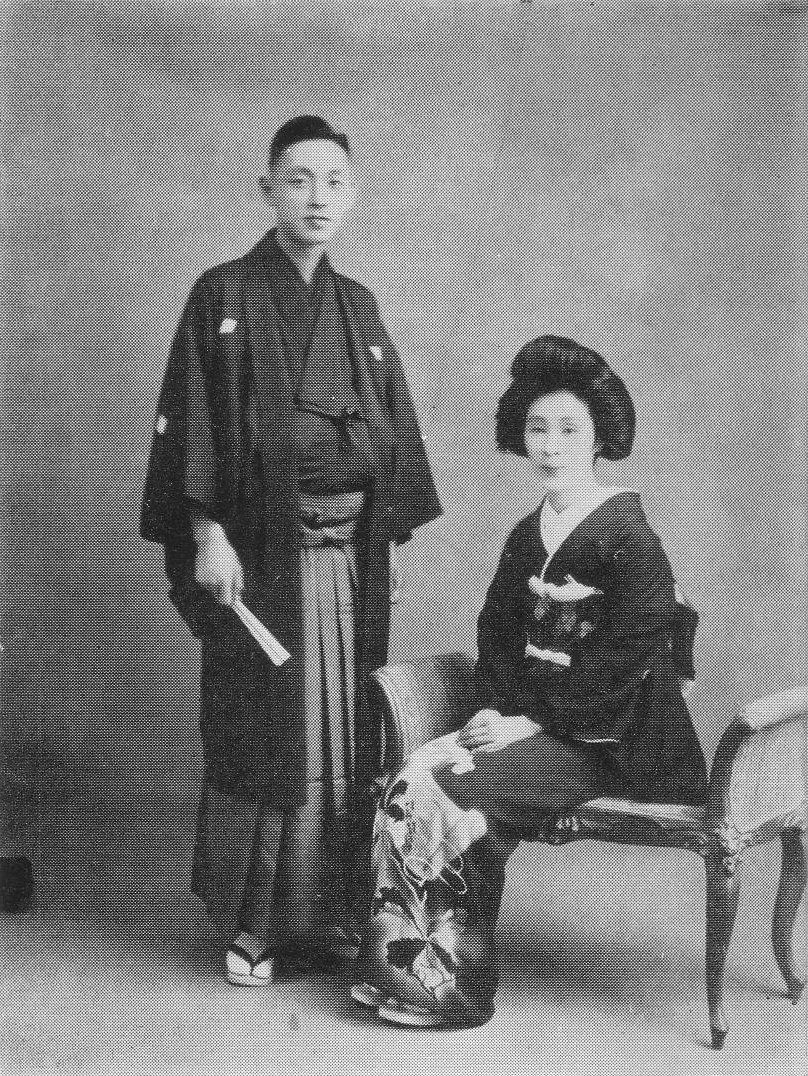
1928年ごろ。六代目三遊亭圓生（当時六代目橘家圓蔵）とはな夫人

1903年（明治36年）には初めて落語のレコード録音がなされた。速記本とレコード落語の流布は、気軽に寄席に通えない人びとが気軽に落語を楽しむことを可能にし、地方への江戸落語の普及を可能にした。その一方で上方落語との交流も進み、こんにちの古典落語が確立された。1925年（大正14年）にはラジオ放送が始まり、ラジオから落語が流れるようになって1950年代にはラジオ落語ブームがおこった。1953年（昭和28年）にはテレビ放送が始まり、1960年代には落語ブームが起こるが、これはテレビ演芸ブームによってもたらされたものであった。それ以降もCDやDVD、インターネットなどメディアの発達はめざましく江戸落語の地域性が問われることもあるが、江戸落語はそれに対応しながら根強い人気を保ち続けている。

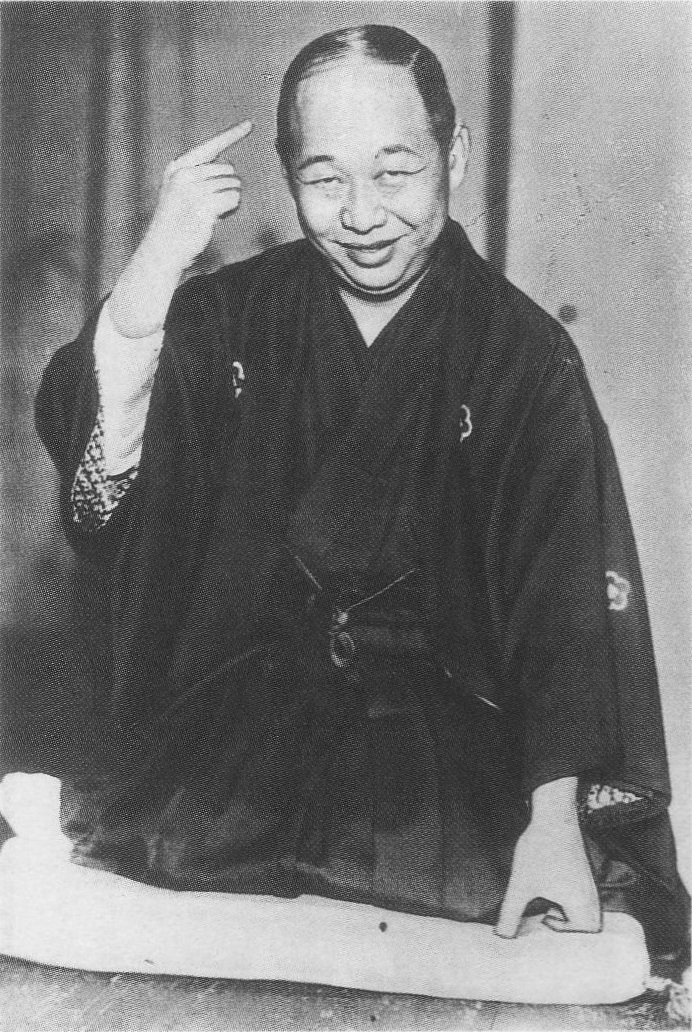
喜劇役者に転じた柳家金語楼

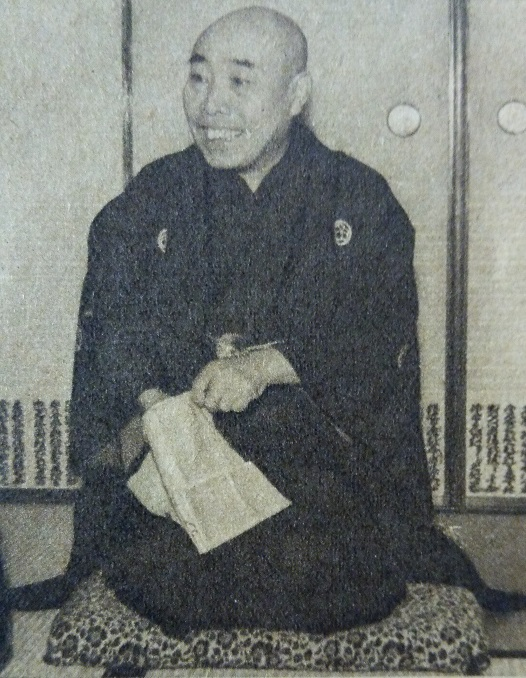
戦後ラジオで人気になった三代目三遊亭金馬（1951年）

## 上方落語との相違

### 素噺
上方落語は、屋外でさかんに人が出る夕涼みの場や神社仏閣の境内に葦簀（よしず）の囲いをつくり、道行く人々の足を止め、笑い声で招き入れたのが始まりといわれており、大道芸としての伝統をもつところから、三味線や鳴り物が入る「ハメモノ入り」の落語が多くあり、派手で陽気な演出がなされるのに対し、江戸落語は華やかさよりも渋さを好む傾向があり、また江戸幕府が音曲を厳しく統制したところから、いわゆる「素噺」（音曲を排した噺）が中心となっている。また、江戸は座敷芸の伝統がより濃厚であったところから、聴く気で集まった聴衆を相手にしており起伏に富んだ咄がやれるという側面もある。なお、上方で用いられる見台・膝隠・小拍子は江戸では通常用いられない。

### 江戸落語のことば
江戸落語の語りは通常江戸弁が用いられ、特に下町の長屋物などはいわゆる「下町言葉」で科白が発せられる。舞台が江戸近郊である場合や登場人物が武士の場合は、それに応じた言葉つかいがなされるが、「田舎もの臭さ」「お武家らしさ」を出すために過度に誇張されることが多い。明治以降、とくに3代目柳家小さんらによって数多くの上方落語の演目が東京に移植されたが、舞台となる地名などは江戸（東京）市中およびその周辺に置き換えられることが多い。

### 江戸落語特有の演目
落とし噺と並んで江戸落語の軸を成すのが人情噺である。「牡丹灯籠」「文七元結」「真景累ヶ淵」「八五郎出世」などは近年までもっぱら江戸（東京）でのみ演じられてきた演目である。また、「三軒長屋」「黄金餅」「大工調べ」「佃祭り」「よかちょろ」「五人廻し」「火焔太鼓」「品川心中」「目黒のさんま」なども江戸ならではの演目といってよい。

### 演目の東西交流
古典落語には上方から江戸に移植されたものばかりではなく、その逆もあり、同じ筋立てでも演題が異なる場合や同じ演題でも「饅頭こわい」のように東西で内容が異なる場合がある。以下に、演目の東西交流の事例を掲げる。
- 上方→江戸：「らくだ」、「二番煎じ」、「かぜうどん」（東京では「うどん屋」）、「猫の災難」、「二階ぞめき」、「碁どろ」、「不動坊」、「高砂や」、「青菜」、「みかん屋」（同「かぼちゃ屋」）、「時うどん」（同「時そば」）、「三十石」、「貧乏花見」（同「長屋の花見」）、「禁酒関所」（同「禁酒番屋」）、「子ほめ」、「牛ほめ」、「地獄八景亡者戯」（同「地獄めぐり」）、「宿屋仇」（同「宿屋の仇討」）、「高津の富」（同「宿屋の富」）、「いらちの愛宕詣り」（同「堀の内」）、「鴻池の犬」（同「大どこの犬」）、「阿弥陀池」（同「新聞記事」）、「菊江仏壇」（同「白ざつま」）、「けんげしゃ茶屋」（同「かつぎ茶屋」）、「米揚げ笊」（同「ざる屋」）、「借家借り」（同「小言幸兵衛」）、「立ち切れ線香」（同「たちきり」）、「くっしゃみ講釈」（同「くしゃみ講釈」）、「蔵丁稚」（同「四段目」）、「佐々木裁き」（同「佐々木政談」「池田大助」）、「高倉狐」（同「王子の狐」）、「祝いのし」（同「鮑のし」）、「親子茶屋」（同「夜桜」）、「始末の極意」（同「しわい屋」）、「ん廻し(寄合酒、田楽喰い)」、「口入屋」（同「引越の夢」）、「鹿政談」、「初天神」、「天狗裁き」、「寝床」、「近日息子」、「愛宕山」、「代書(代書屋)」、「饅頭こわい」、「景清」、「笠碁」、「三枚起請」、「仔猫」、「百年目」、「浮世床」など。
- 江戸→上方：「酢豆腐」（上方では「ちりとてちん」）、「花見の仇討」（同「桜の宮」）、「反魂香」（同「高尾」）、「締めこみ」（同「盗人の仲裁」）、「唐茄子屋政談」（同「南京屋政談」または「なんきん政談」）、「芝浜」（同「夢の革財布」）など。

なお、上方から江戸へ導入されたものに演者の「出囃子」がある。それ以前の江戸落語では太鼓のみが演じられたものが、上方から寄席囃子として三味線が採用されたのである。

### 演出の特徴
上述のように、江戸落語には上方から伝えられた演目が非常に多いが、東西人士の気風の相違が演出の相違となってあらわれることがあり、概して江戸よりも上方の方が笑いをストレートに追求する傾向があるといわれる。たとえば、貧乏長屋の住人が花見に出かける噺を上方では「貧乏花見」、江戸では「長屋の花見」で筋立ては似ているが、「貧乏花見」の方は「貧乏のどこがわるいのか」という開き直りに似たバイタリティを聴衆に感じさせるのに対し、「長屋の花見」の方は貧乏をしていても花見をする風流心が大切だというような教訓を多少織り交ぜながら軽めの滑稽噺に仕上げることが多い。

## 江戸落語の登場人物
落語の登場人物は類型化・記号化されており、演目は異なってもしばしば同じ名前で登場するため、名前や職業を聞いただけで、ある程度はその人物がどのような性格でどのような行動をとるか察しがつくケースが多い。

### 長屋噺
江戸落語の演目には、間口9尺（約2.7メートル）、奥行き2間（約3.6メートル）の裏長屋を舞台とするものが多く、その場合の登場人物は八っつぁん、熊さん、与太郎などである。
- 熊五郎（熊さん）…江戸っ子の典型として描写される[27]。無類の酒好きで短気、乱暴者だが、面倒見がよく、人情深い人柄で、大工や左官など出職の職人であることが多い[27]。八五郎とは名コンビで知られ「脳天熊にガラっ八」と評される[29]。「芝浜」「文七元結」などの人情噺にも登場し、「子別れ」「藪入り」など子どもとの競演も多い[27][29]。
- 八五郎（八っつぁん） …熊さんとは名コンビである[27]。うるさい性格で粗忽者（おっちょこちょい）。「八五郎出世（妾馬）」では、ぶっきらぼうだが妹思いの優しい兄として描写される[27]。「ガラっ八」の「ガラ」とは、江戸弁で「悪意はないが、軽々しくあけすけに喋ること」を意味している[30]。
- 与太郎…少し頭は足りないが、心優しい愛すべき人物として描かれることが多い[27]。性格は呑気で楽天的、定職を持たずにぶらぶらしていることが多い[27]。「孝行糖」では江戸幕府から褒賞金をもらい、それを元手に飴屋を始める孝行者、「大工調べ」では、棟梁からの信頼の厚い職人として登場する。
- 大家さん…家主のこと。基本的には長屋の住民たちの相談に乗り、何くれとなく面倒をみてくれる頼もしい存在である。[27]「妾馬」や「芝浜」では親切だが、「らくだ」や「大工調べ」では吝嗇で意地の悪い因業大家が登場するなど、その描かれ方は多様である[27]。
- 町（横丁）のご隠居…仕事を引退し、悠々自適の身の上で、町内では博識で通っており、八っつあんや熊さんを相手に蘊蓄を傾け、講釈をしたがる傾向がある[27]。長屋の住人は何かわからないことがあると真っ先にご隠居に聴きに行くが、「やかん」「千早振る」など、わからないことについて知ったかぶりすることもある[27]。
- 長屋のおかみ…職人の女房であることが多く、たいていは亭主同様教養には乏しいが亭主よりは常識人で現実主義者。根本では亭主の腕には信頼を置いている[27]。「子別れ」や「厩火事」では働き者でけなげなおかみさん、「短命」では口では亭主を言い負かし、ろくに働きもしないグータラなおかみさんに描かれる[27]。
- 金坊…長屋に住む町人の子ども。こまっしゃくれていることが多く、しばしば親をやりこめる。「雛鍔」や「堀の内」「真田小僧」などに登場する。

長屋噺では、貧しいながらも日々の生活を楽しみ、助け合って地に足をつけて生きていた庶民の姿がうかがわれる。

### その他
江戸は大名屋敷の多い政治都市で、商業のさかんな土地柄でもあったところから、武家も少なからず登場し、お店噺も多い。
- 若旦那…大店の一人息子で家業の後継者、独身。遊び人で親が築いた身代を持ち崩すほどの散財をしてしまうため、それがもとで勘当されることも少なくない[27]。育ちがよく鷹揚で、世間知らずだが金銭はたっぷりもっているので、婦人からは人気がある[27]。非力で軟弱、打たれ弱いため「船徳」や「唐茄子屋政談」では酷い目に遭う[27]。「湯屋番」「鰻の幇間」でも活躍する[27]。例外的に「崇徳院」や「明烏」に出てくる若旦那はきわめて純情な人物として描かれる。
- 権助…飯炊き。田舎者で「いき」をわきまえぬ無粋者だが、時に当を得たしっかりとした意見を言うことがある[27]。歯に衣を着せない、その物言いが落語のなかで重要な役割を演ずることがあり[27]、「権助魚」「権助提灯」「権助芝居」などに登場する。
- 三太夫…殿様の側近で、姓は「田中」であることが多い。謹厳実直な性格ながら、「妾馬」や「粗忽の使者」などでは主君を敬いながらも町人の行動に振り回されてしまう[27]。
- 赤井御門守…架空の大名。「妾馬」「火焔太鼓」「粗忽の使者」「目黒のさんま」などに登場する。下々の暮らしには疎く、世間ずれしていないところが笑いのもとになる。
- 定吉…商家の丁稚で、10代前半ぐらいの少年として描かれることが多い。こまっしゃくれた傾向をもつが言動に幼さがのこる[31]。使い走りが多く、寺噺に登場する小僧の珍念と似た役回り。「蛙茶番」「四段目」「七段目」「蛸芝居」などでは、無類の芝居好きという設定[31]。「茶の湯」や「花見小僧」「悋気の独楽」「寝床」でも活躍する。

他に、幇間の一八、小間物屋のミィ坊、糊屋（海藻の海苔ではなく、米粒を煮て糊を作る仕事）のばあさんなどは、江戸落語における魅力的な脇役キャラクターといってよい。

## 寄席と落語家

### 寄席
かつて100ないし200を超すといわれた江戸の寄席も、現在は、以下の4席を落語定席として存在している。なお、ここで紹介するのは狭義の「寄席」であり、落語会の会場としての寄席は多数存在している。
- 鈴本演芸場（東京・上野）
- 浅草演芸ホール（東京・浅草）
- 新宿末廣亭（東京・新宿）
- 池袋演芸場（東京・池袋）

以下4席は不動産会社の永谷商事が運営する貸席である。
- お江戸上野広小路亭（東京・上野）
- お江戸日本橋亭（東京・日本橋）
- お江戸両国亭（東京・両国）
- 新宿永谷ホール（新宿Fu-）（東京・新宿歌舞伎町）

うち上野と日本橋は落語芸術協会・落語立川流により、両国は円楽一門会により、落語の定席も催されている。

### 昇進制度
江戸落語界には、前座、二つ目、真打と上がっていく三段階の昇進制度がある。これは、江戸時代の天保以降に成立した身分制度に由来する。なお、上方落語では、大正時代に真打制度が廃止され、以降、何度か復活の意見・試みはあるものの復活するに至っていない。